# Andreas Leitner
Andreas Leitner (Leoban, 25 maart 1994) is een Oostenrijks professioneel voetballer die speelt als doelman. In juli 2023 verruilde hij Petrolul Ploiești voor SV Ried.

## Carrière
Leitner speelde in de jeugd van Admira Wacker, waar hij in 2012 werd opgenomen in de eerste selectie. Zijn debuut voor de club maakte de doelman op 1 december 2012, toen er met 3–0 verloren werd op bezoek bij SV Mattersburg. Na een rode kaart voor doelman Patrick Tischler mocht Leitner net voor de rust invallen. In de zomer van 2015 werd hij voor de duur van één jaar verhuurd aan Austria Klagenfurt. Voor die club kwam hij viermaal in actie, waarna hij terugkeerde naar Admira.
Vanaf zijn terugkeer was hij grotendeels eerste keuze onder de lat bij Admira. In januari 2022 verlengde hij zijn contract tot en met het seizoen 2024/25. Aan het einde van het seizoen 2021/22 degradeerde Admira naar de 2. Liga. Hierop verliet Leitner de club. Hierna tekende hij voor Petrolul Ploiești. Medio 2023 keerde Leitner terug naar Oostenrijk, toen hij voor twee seizoenen tekende bij SV Ried. Zijn contract werd in april 2025 opengebroken en met drie jaar verlengd tot medio 2028.

## Clubstatistieken
| Seizoen | Club                 | Competitie | Competitie | Competitie | Beker | Beker | Internationaal | Internationaal | Totaal | Totaal |
| Seizoen | Club                 | Competitie | Wed.       | Dlp.       | Wed.  | Dlp.  | Wed.           | Dlp.           | Wed.   | Dlp.   |
| ------- | -------------------- | ---------- | ---------- | ---------- | ----- | ----- | -------------- | -------------- | ------ | ------ |
| 2012/13 | Admira Wacker        | Bundesliga | 2          | 0          | 1     | 0     | 0              | 0              | 3      | 0      |
| 2013/14 | Admira Wacker        | Bundesliga | 11         | 0          | 0     | 0     | —              | —              | 11     | 0      |
| 2014/15 | Admira Wacker        | Bundesliga | 14         | 0          | 1     | 0     | —              | —              | 15     | 0      |
| 2015/16 | → Austria Klagenfurt | Erste Liga | 4          | 0          | 1     | 0     | —              | —              | 5      | 0      |
| 2016/17 | Admira Wacker        | Bundesliga | 27         | 0          | 3     | 0     | 0              | 0              | 30     | 0      |
| 2017/18 | Admira Wacker        | Bundesliga | 31         | 0          | 0     | 0     | —              | —              | 31     | 0      |
| 2018/19 | Admira Wacker        | Bundesliga | 32         | 0          | 1     | 0     | 1              | 0              | 34     | 0      |
| 2019/20 | Admira Wacker        | Bundesliga | 32         | 0          | 2     | 0     | —              | —              | 34     | 0      |
| 2020/21 | Admira Wacker        | Bundesliga | 32         | 0          | 2     | 0     | —              | —              | 34     | 0      |
| 2021/22 | Admira Wacker        | Bundesliga | 32         | 0          | 2     | 0     | —              | —              | 34     | 0      |
| 2022/23 | Petrolul Ploiești    | Liga 1     | 11         | 0          | 4     | 0     | —              | —              | 15     | 0      |
| 2023/24 | SV Ried              | 2. Liga    | 29         | 0          | 2     | 0     | —              | —              | 31     | 0      |
| 2024/25 | SV Ried              | 2. Liga    | 26         | 0          | 2     | 0     | —              | —              | 28     | 0      |
| Totaal  | Totaal               | Totaal     | 283        | 0          | 21    | 0     | 1              | 0              | 305    | 0      |

Bijgewerkt op 29 april 2025.